# Neosilurus ater
Neosilurus ater es una especie de peces de la familia Plotosidae en el orden de los Siluriformes.

## Morfología
• Los machos pueden llegar alcanzar los 47 cm de longitud total y los 2 kg de peso.

## Distribución geográfica
Se encuentra al norte de Australia y en la parte meridional central de Nueva Guinea.